# 天草市立赤崎小学校
天草市立赤崎小学校（あまくさしりつ あかさきしょうがっこう）は、かつて熊本県天草市有明町赤崎にあった公立の小学校。
2009年（平成21年）3月末をもって閉校し、「天草市立浦和小学校」に統合された。

## 概要
歴史
1875年（明治8年）創立。2009年（平成21年）に閉校し、134年の歴史に幕を閉じた。
校訓
「やさしい子、かしこい子、たくましい子」
校章
旭日章と海を象徴する波を背景にして、中央に校名の「赤崎」を配している。
校歌
作詞は濱名志松、作曲は出田憲二による。歌詞は3番まであり、各番の歌詞中に校名の「赤崎小学校」が登場する。

## 沿革
- 1875年（明治8年）10月20日 - 赤崎村字天神平1813番地に「赤崎小学校」が創立。
- 1887年（明治20年）4月1日 - 小学校令施行により、尋常科（4年制）を設置の上、「尋常赤崎小学校」と改称。
- 1889年（明治22年）4月1日 - 町村制施行により、天草郡「赤崎村」が発足。
- 1892年（明治25年）- 「赤崎尋常小学校」に改称。
- 1901年（明治34年）4月1日 - 赤崎村字迫ノ口に移転。
- 1917年（大正6年）4月1日 - 高等科を併置の上、「赤崎尋常高等小学校」と改称。
- 1941年（昭和16年）4月1日 - 国民学校令施行により、「赤崎村赤崎国民学校」と改称。尋常科を初等科に改める。
- 1947年（昭和22年）- 学制改革が行われる（六・三制の実施）
  - 4月1日 - 国民学校初等科は、新制小学校「赤崎村立赤崎小学校」に改組・改称。
  - 4月 - 国民学校高等科は青年学校普通科とともに、新制中学校「赤崎村立赤崎中学校」に改組・改称。小学校に併設される。
- 1956年（昭和31年）6月1日 - 天草郡7村の合併により「有明村」が発足。「有明村立赤崎小学校」と改称。
- 1958年（昭和33年）1月1日 - 有明村の町制施行により、「有明町立赤崎小学校」と改称。
- 1962年（昭和37年）3月31日 - 有明町立有明東小学校への統合により、併設の赤崎中学校が閉校。
- 2006年（平成18年）3月27日 -  2市8町が合併し、「天草市」が発足。「天草市立赤崎小学校」（最終名）と改称。
- 2009年（平成21年）3月31日 - 天草市立浦和小学校への統合により閉校。

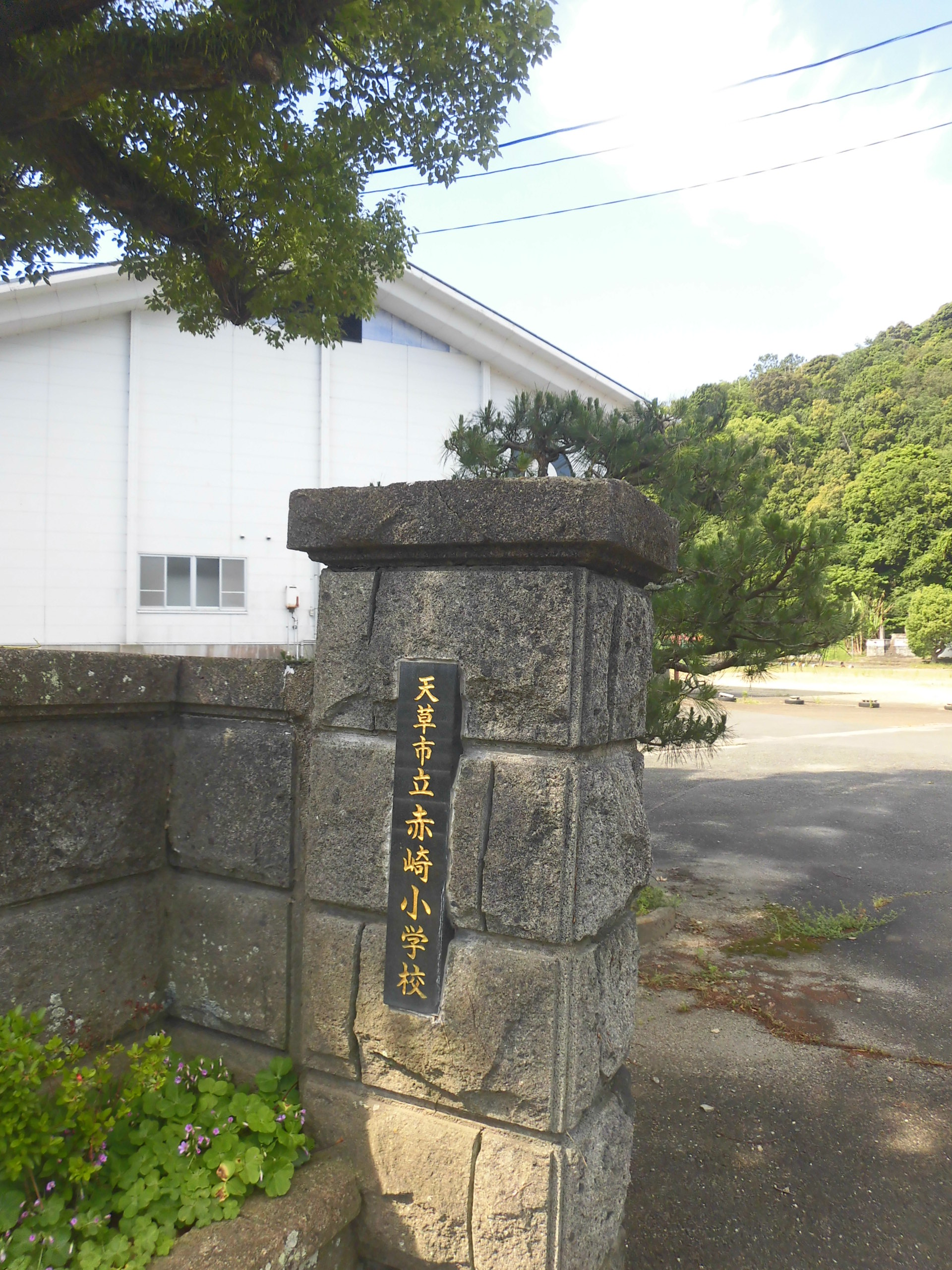
赤崎小 校門門柱
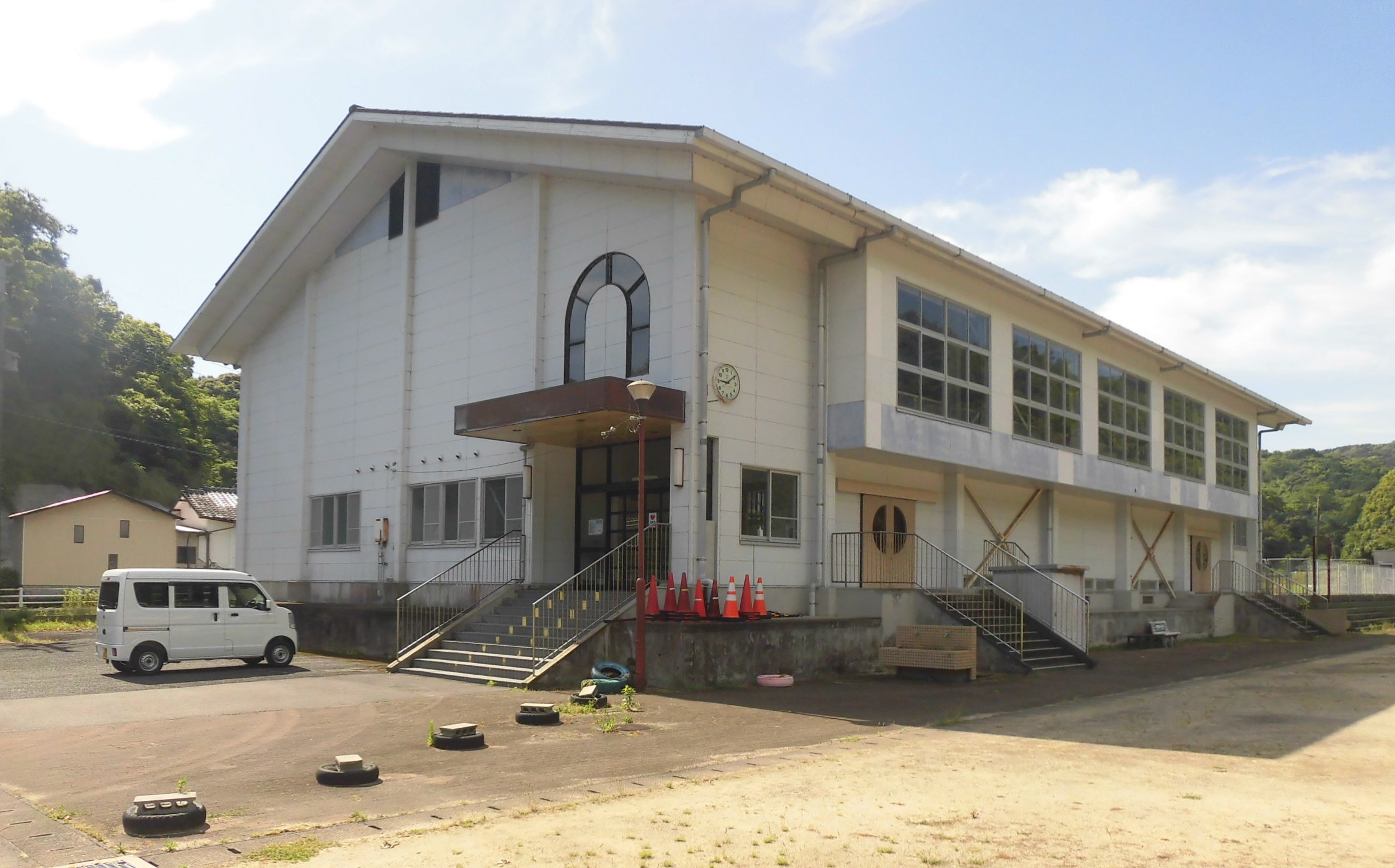
赤崎小 体育館
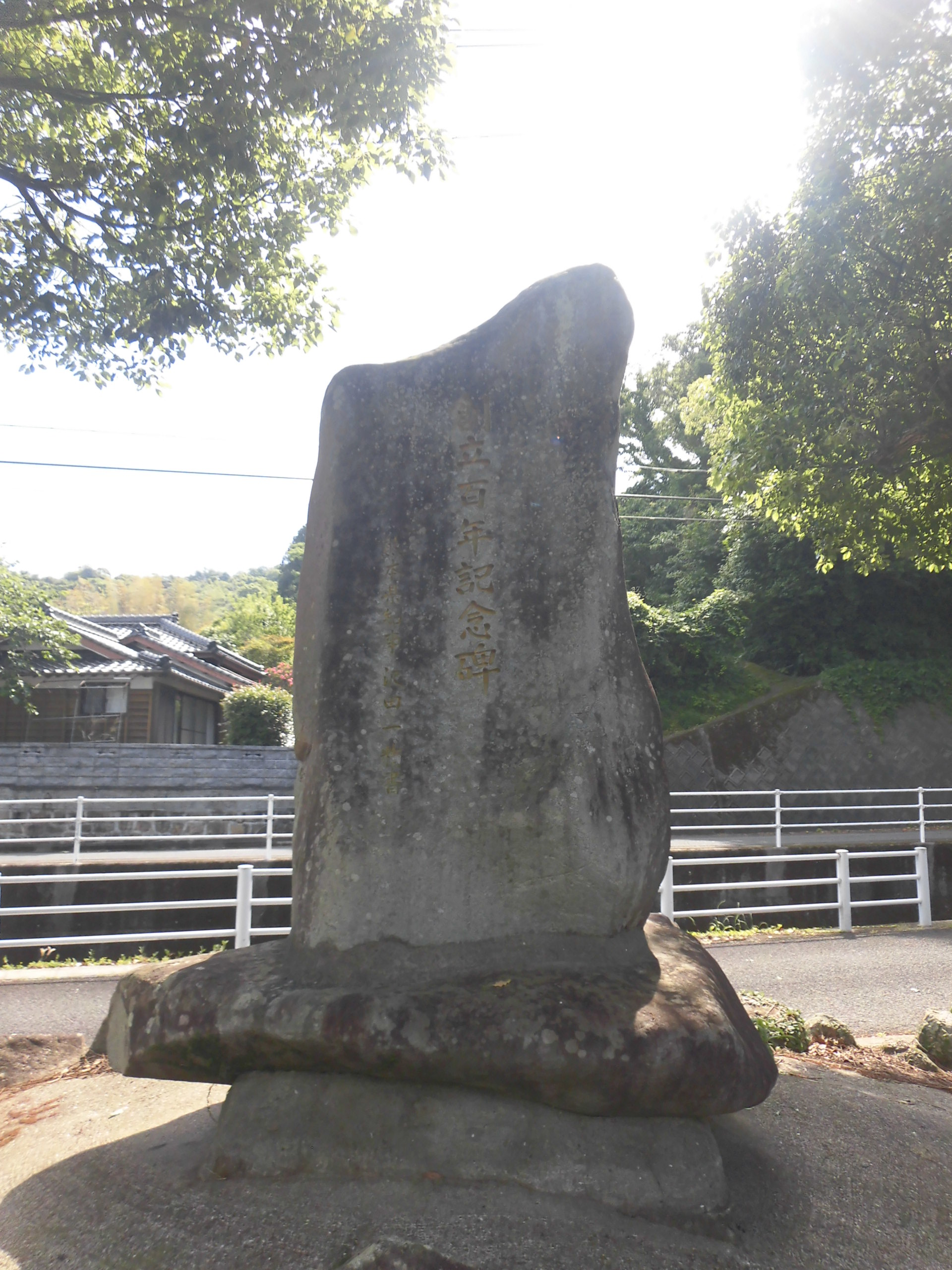
赤崎小 創立100周年記念碑
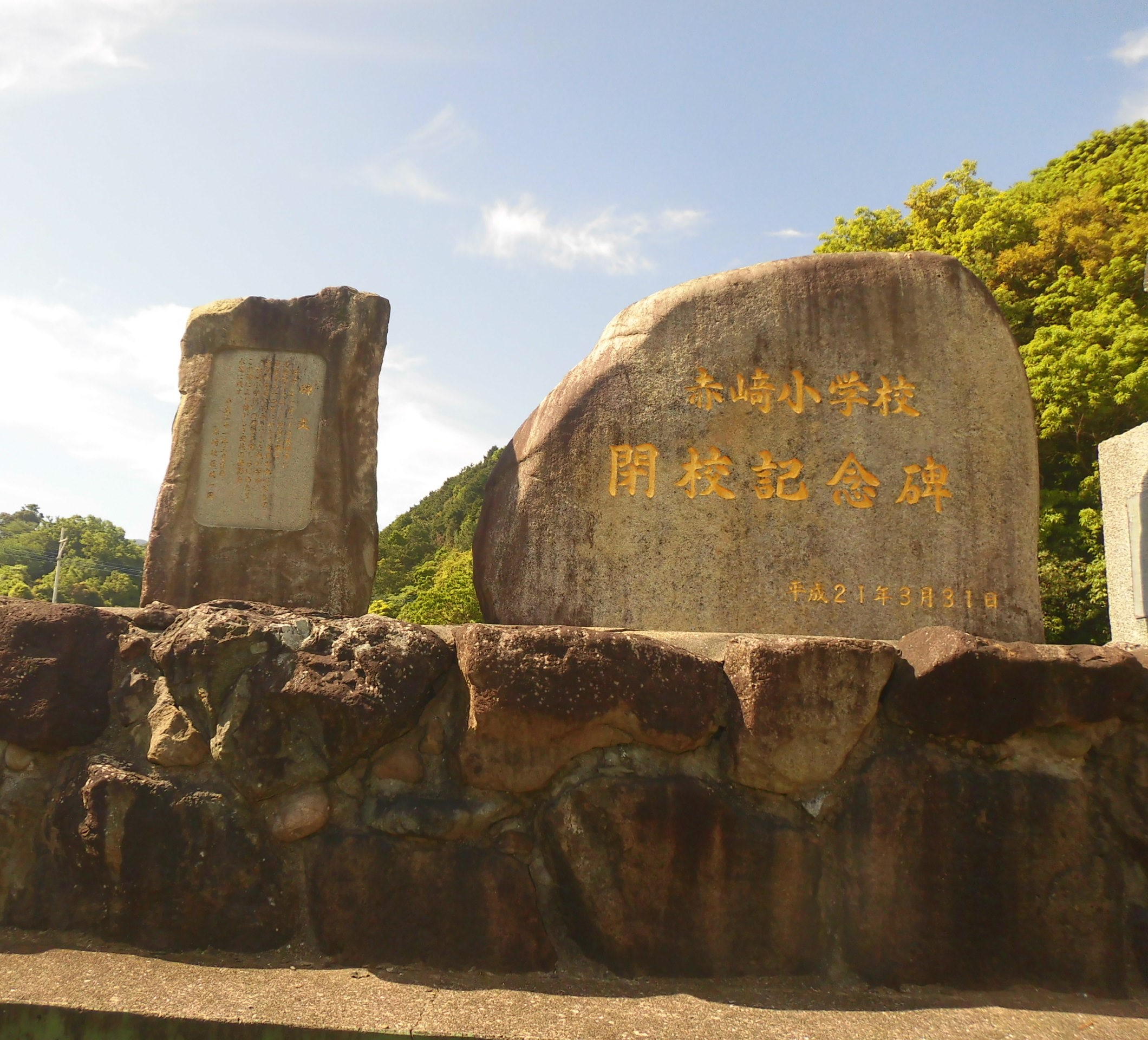
赤崎小 閉校記念碑

## 交通アクセス
最寄りのバス停留所
- 九州産交バス 「赤崎」停留所

最寄りの幹線道路
- 国道324号

## 周辺
- 赤崎地区コミュニティセンター（公民館）
- 赤崎郵便局
- 赤崎漁港